# Le Maître et Marguerite (film, 1994)
Pour les articles homonymes, voir Le Maître et Marguerite (homonymie).
Pour plus de détails, voir Fiche technique et Distribution.
Le Maître et Marguerite (en russe : Мастер и Маргарита, Master i Margarita) est un film réalisé par Iouri Kara en 1994 qui ne sortira sur les écrans qu'en 2011, à cause d'un différend qui oppose le réalisateur Iouri Kara et le producteur du film. Le film est adapté du roman Le Maître et Marguerite de Mikhaïl Boulgakov.

## Fiche technique
- Titre : Le Maître et Marguerite
- Titre original en russe : Мастер и Маргарита, Master i Margarita
- Réalisation : Iouri Kara
- Scénario : Iouri Kara
- Photographie : Evgueni Grebnev
- Direction artistique : Boris Kuzovkin, Youri Oustinov
- Costumes : Liudmila Chekulaïeva, Nina Korotkikh, Ania Kouznetsova
- Musique : Alfred Schnittke
- Montage : Alla Myakotina
- Ingénieur de son : Aleksandr Khasin, Vladimir Kipa, Gleb Kravetski
- Directeur du tournage : Gadi Levy
- Production : TAMP
- Pays de production : Russie
- Durée : 125 minutes
- Format : 1.33 : 1 - Couleur - 35 mm
- Son : Dolby
- Genre : film dramatique
- Langue : russe
- Sortie :
  -  Russie : 7 avril 2011

## Distribution
- Valentin Gaft : Woland
- Anastasia Vertinskaïa : Marguerite
- Viktor Rakov : Maître
- Sergueï Garmach : Ivan Bezdomny, poète
- Mikhaïl Oulianov : Ponce Pilate
- Aleksandre Filippenko : Koroviev
- Vladimir Steklov : Azazello
- Victor Pavlov : Béhémoth
- Alexandra Zakharova : Helle
- Nikolaï Bourliaïev : Yeshoua Ha-Nozri
- Mikhaïl Danilov : Mikhaïl Berlioz, président de Massolit
- Vladimir Kachpour : Andrei Fokitch, buffetier
- Lev Dourov : Matthieu-Lévi
- Valentin Golubenko : Centurion Marc
- Spartak Michouline : Archibald Archibaldovitch, maître d'hôtel
- Viatcheslav Chalevitch : Caïphe / Chef du NKVD
- Leonid Kouravliov : Nikolaï Bossoï, président du comité du logement
- Viktor Sergatchev : Grigori Rimski
- Youri Cherstniov : Afranius
- Evgueni Vesnik : psychiatre
- Igor Kvacha : Pr Stravinski
- Igor Vernik : Judas Iscariote
- Sergueï Nikonenko : Stepan Likhodeïev, directeur du théâtre Variété
- Roman Tkatchouk : Nikolaï, portier
- Natalia Kratchkovskaïa : Georges / cliente du restaurant
- Borislav Brondoukov : Ivan Varenoukha
- Maria Vinogradova : Annouchka
- Amaiak Akopian :  Georges Bengalski
- Lioudmila Ivanova : Pelagueia, femme de Bossoï